# Первомайское (сельское поселение, Воткинский район)
Первомайское — упразднённое муниципальное образование со статусом сельского поселения в Воткинском районе Удмуртии Российской Федерации.
Административный центр — посёлок Первомайский.
25 июня 2021 года упразднено в связи с преобразованием муниципального района в муниципальный округ.

## История
Статус и границы сельского поселения установлены Законом Удмуртской Республики от 16 ноября 2004 года № 63-РЗ «Об установлении границ муниципальных образований и наделении соответствующим статусом муниципальных образований на территории Воткинского района Удмуртской Республики».

## Население
| 2010  | 2012  | 2013  | 2014  | 2015  | 2016  | 2017  |
| ----- | ----- | ----- | ----- | ----- | ----- | ----- |
| 1716  | ↗1732 | ↗1740 | ↗1762 | ↘1729 | ↘1692 | ↘1663 |
| 2018  | 2019  | 2020  |       |       |       |       |
| ↗1668 | ↗1677 | ↘1660 |       |       |       |       |

## Состав сельского поселения
| № | Населённый пункт | Тип населённого пункта          | Население |
| - | ---------------- | ------------------------------- | --------- |
| 1 | Дремино          | деревня                         | ↗9        |
| 2 | Калиновка        | деревня                         | ↘2        |
| 3 | Первомайский     | посёлок, административный центр | ↗1478     |
| 4 | Черепановка      | деревня                         | ↗243      |